# Axinotarsus varius
Axinotarsus varius é uma espécie de insetos coleópteros polífagos pertencente à família Malachiidae.
A autoridade científica da espécie é Uhagon, tendo sido descrita no ano de 1901.
Trata-se de uma espécie presente no território português.